# Kenneth Keefe
Kenneth Keefe es un deportista estadounidense que compitió en vela en la clase Star. Ganó dos medallas de bronce en el Campeonato Mundial de Star, en los años 1984 y 1985.

## Palmarés internacional
| \| Campeonato Mundial \| Campeonato Mundial \| Campeonato Mundial \| Campeonato Mundial \| \| Año \| Lugar \| Medalla \| Clase \| \| ------------------ \| -------------------- \| ------------------ \| ------------------ \| \| 1984 \| Vilamoura (Portugal) \| Medalla de bronce \| Star \| \| 1985 \| Nassau (Bahamas) \| Medalla de bronce \| Star \| |                      |                   |       |
| Campeonato Mundial |                      |                   |       |
| Año | Lugar                | Medalla           | Clase |
| 1984 | Vilamoura (Portugal) | Medalla de bronce | Star  |
| 1985 | Nassau (Bahamas)     | Medalla de bronce | Star  |